# Équarrissage (bois)
Pour les articles homonymes, voir équarrissage.

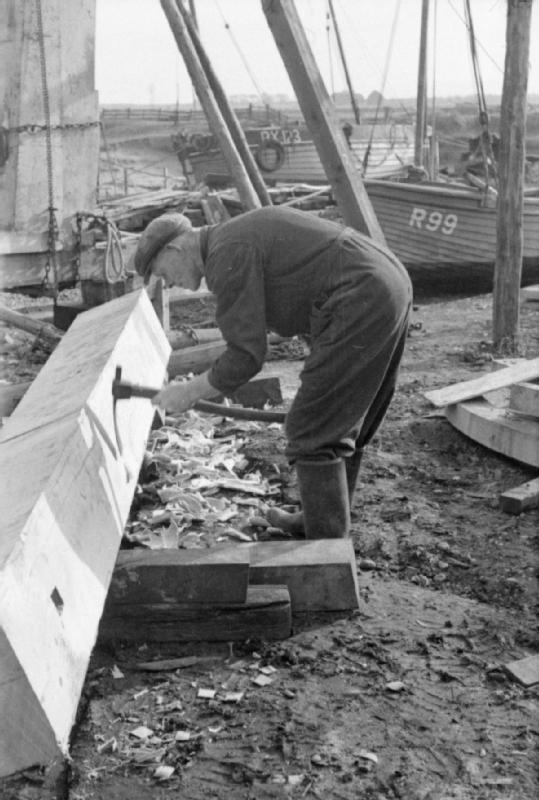
Rye Shipyard- construction de bateaux de pêche à moteur, Rye, Sussex, Angleterre, 1944. Le constructeur naval Herbert Page de Hastings utilise une herminette pour couper et façonner un gros bois, à partir d’arbres spécialement sélectionnés et laissés exposé aux éléments dans le chantier, avant d'être façonnés.

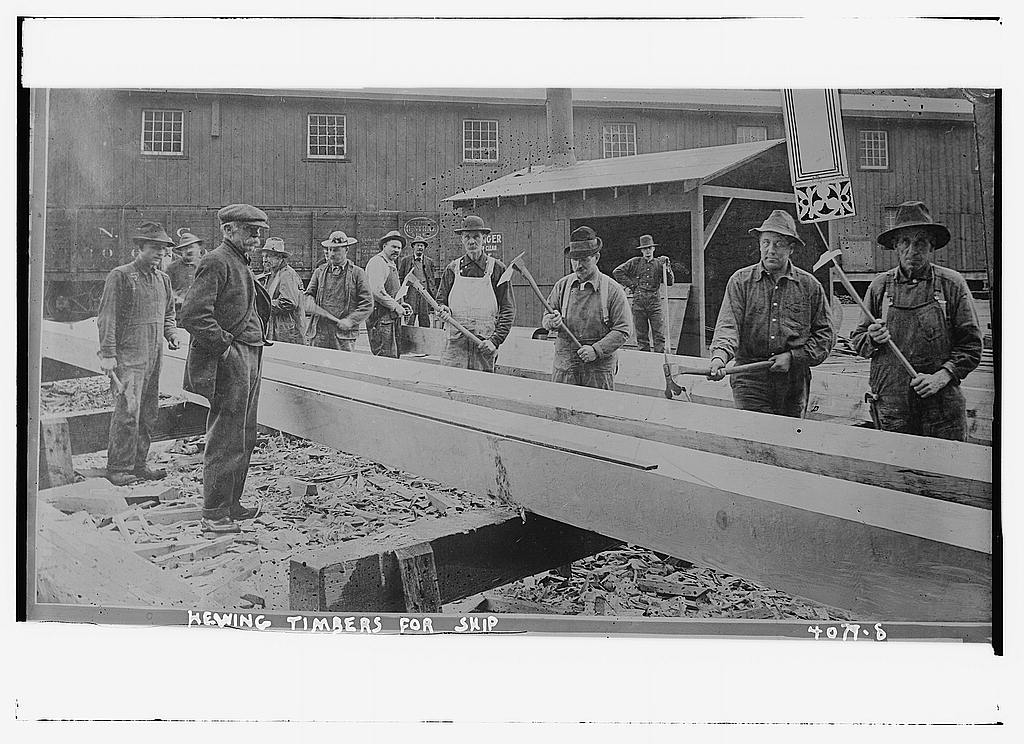
Hewing timber for ship. Vers 1915-1920.

L’équarrissage des bois, équarrissement des bois, est une technique du bûcheronnage et de l'industrie du bois qui vise à produire un bois de section carrée à partir d'un bois rond, appelé « équarri » (ou bois carré, bois avivé), par élimination des dosses. On dit aussi par exemple, qu'une poutre à douze, seize pouces d'équarrissage, équarrissage est ici synonyme de « grosseur »
,
. L'équarrissage a deux objets principaux :
- une phase préliminaire au sciage, qui autrefois pouvait se réaliser dans la forêt, à la hache, et s'effectue actuellement dans une scierie par des machines appelées collectivement « équarrisseuse » ;
- un moyen simple d'obtenir un bois carré ou bois d'équarrissage, un bois propre à être utilisé par la charpenterie[2].

## Vocabulaire
L'expression anglaise pour équarrissage est « cant »; le terme anglais hewing (de hew, « hacher », « tailler ») est réservé pour le processus d’équarrissage d'une grume, en poutres ou madriers (log huwn square), au moyen d'une hache ou d'une herminette, utilisés par la construction de charpente et plus particulièrement la construction en bois massif empilé.
L’équarrissage se faisait à la doloire de charpentier, ce qui a donné le métier de doleur.
Le bois en grume est typiquement un bois qui n'est pas équarri, dont on a seulement coupé les branches. D'autres expression découlent de l’équarrissement donné à un bois: on appelle « vive-arête » dans une pièce de bois équarrie, les angles bien marqués ou une pièce de bois refaite ou dressée dont les angle sont aigus; un bois flache ou flacheux est un bois dont les arêtes ne sont pas bien vives, et qui ne pourrait être équarri sans éprouver beaucoup de déchet. Sur un bois débité, la flache est le vestige de la surface cylindrique de la grume dont ce bois provient.
L'expression « premier débit » qualifie toute pièce de bois équarrie, sciée ou dégrossie susceptible d'être resciée.  
Un « madrier » est une pièce de bois sommairement équarrie dont les dimensions transversales dépassent un certain minimum qui varie d'un pays à l'autre.

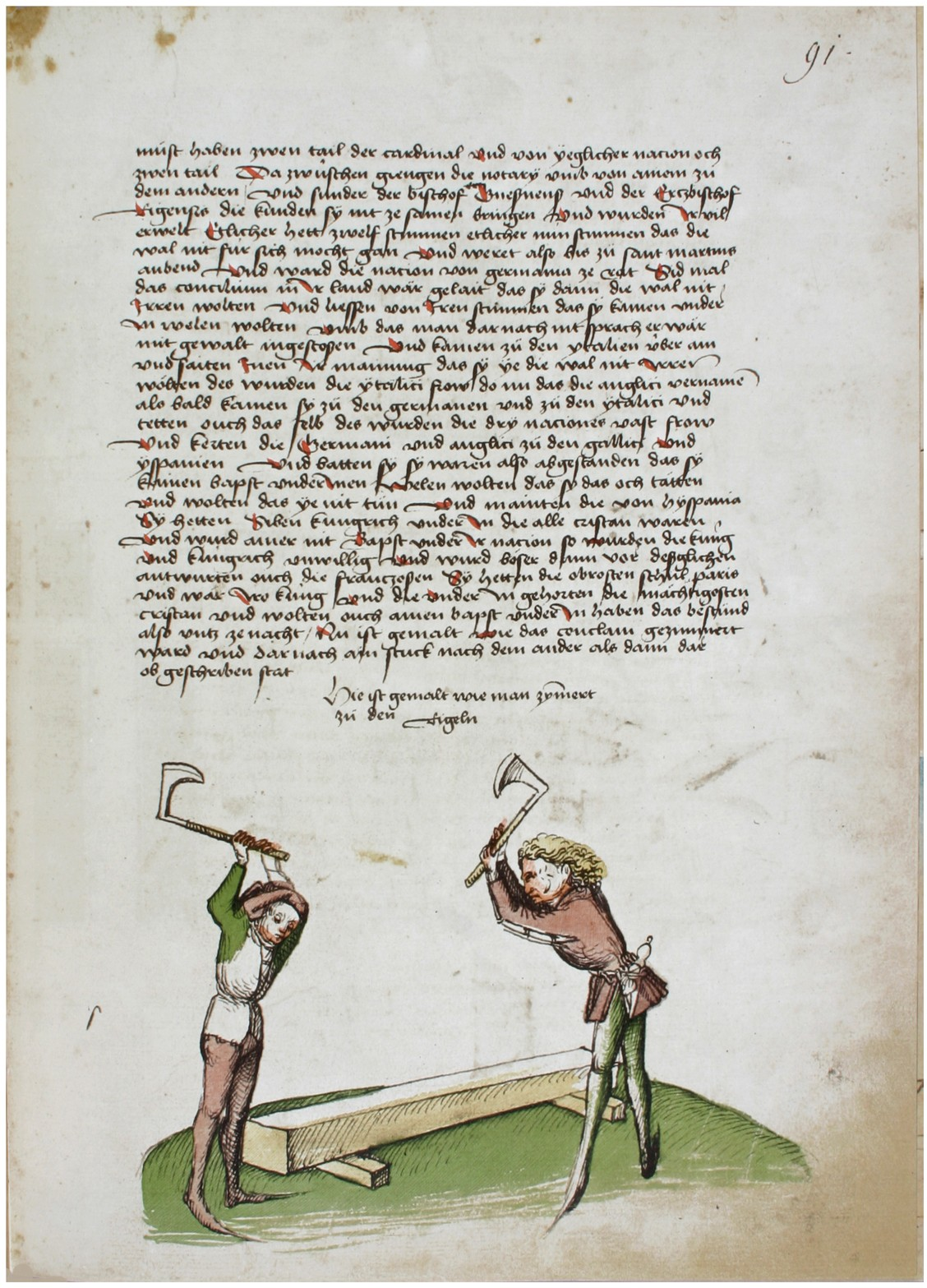
Ulrich de Richental. Behauen eines Balken. Tailler une poutre, vers 1464.
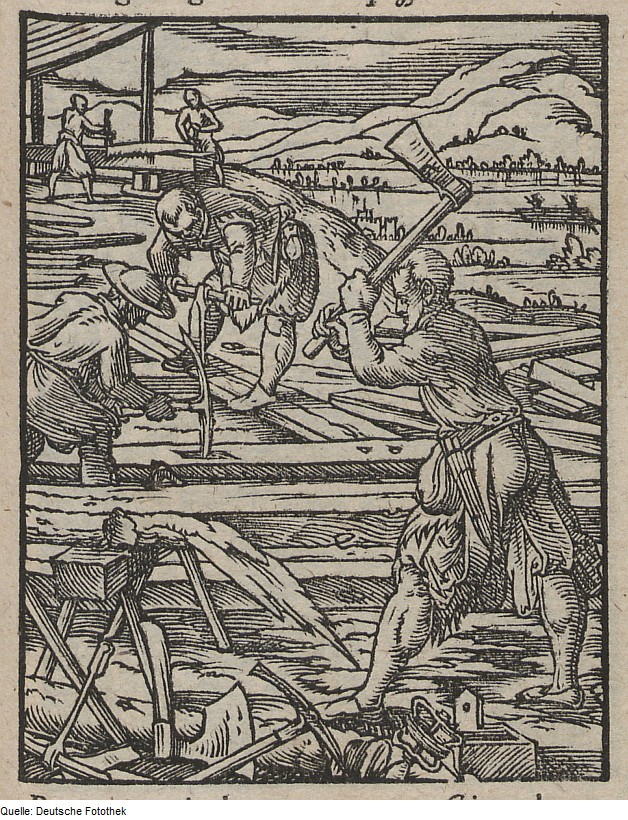
Hartmann Schopper & Jost Amman. Ständebuch & Handwerk & Zimmermann. Gravure sur bois de fil, sur papier. 1568. Équarrissage à l'avant.

## Étape préliminaire dans le sciage des grumes
L'équarrissage, le terme dédossage est également employé (en anglais cant), est une phase préliminaire au sciage, qui autrefois pouvait se réaliser dans la forêt, à la hache. Le résultat est un bois de section carrée ou rectangulaire, dont le volume englobant est contenu au plus près dans celui du tronc. Les arbres sont rarement cylindriques à base circulaire ou à base elliptique, ils approchent cependant plus ou moins de ces deux formes.
Dans le cas d'une section circulaire, la largeur de l’équarrissage pouvait être obtenue par calcul à partir de la circonférence de l'arbre, par la formule {\displaystyle {\sqrt {2.r^{2}}}}, où r est le rayon de la section transversale de l'arbre, on pouvait par cette méthode cuber le bois d’équarrissage hors d'un arbre sur pied; en retranchant du rayon la moitié de cette largeur on obtenait la mesure de la plus grande épaisseur de la dosse. Lorsque le diamètre de l'arbre était trop important et qu'on craignait que les dosses ne deviennent trop épaisses on y faisait une double levée, laquelle se nomme contredosse. Au XIXe siècle, l’équarrissage se faisait à la cognée ou à la scie. Les bucherons et équarrisseurs employaient la première manière et les scieurs de long la seconde; suivant la forme du tronc, la dosse était quelquefois assez épaisse pour qu'on puisse l'utiliser, ce qui lui conférait une valeur marchande; et on déterminait dans ce cas s'il était avantageux de l'enlever à la scie plutôt que de la sacrifier par le travail à la cognée, moyen plus rapide et moins dispendieux.
Dans cette seconde solution le bois était réduit en copeaux et n'était bon qu'à être brûlé. Les déchets étaient assez considérables: dans le commerce du bois carré au Canada, 25 à 30 % de chaque arbre était tout simplement jeté.
L'équarrissage est encore de nos jours une opération préliminaire au tranchage.

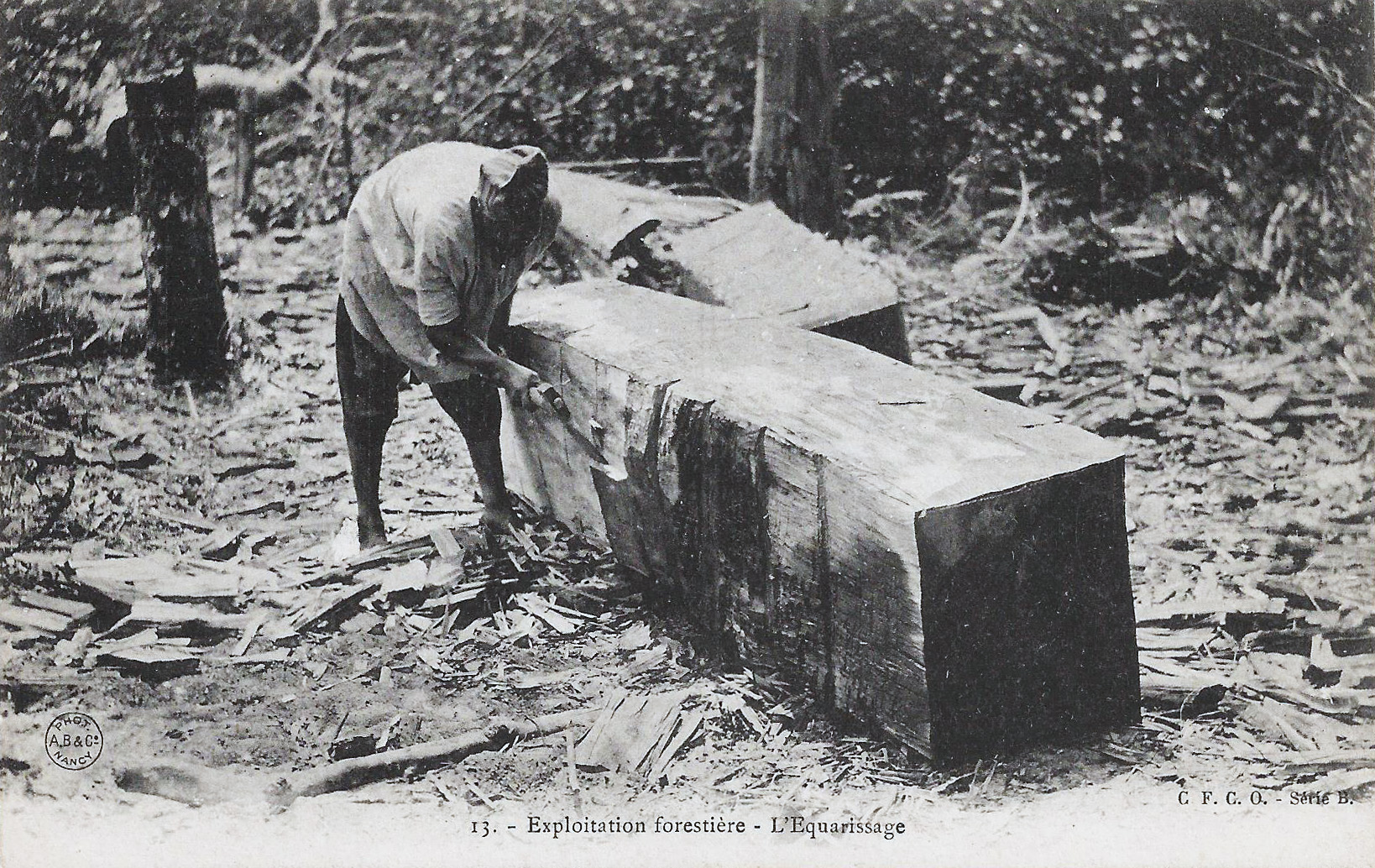
Exploitation forestière du Congo français - L'équarrissage. Albert Bergeret vers 1915.
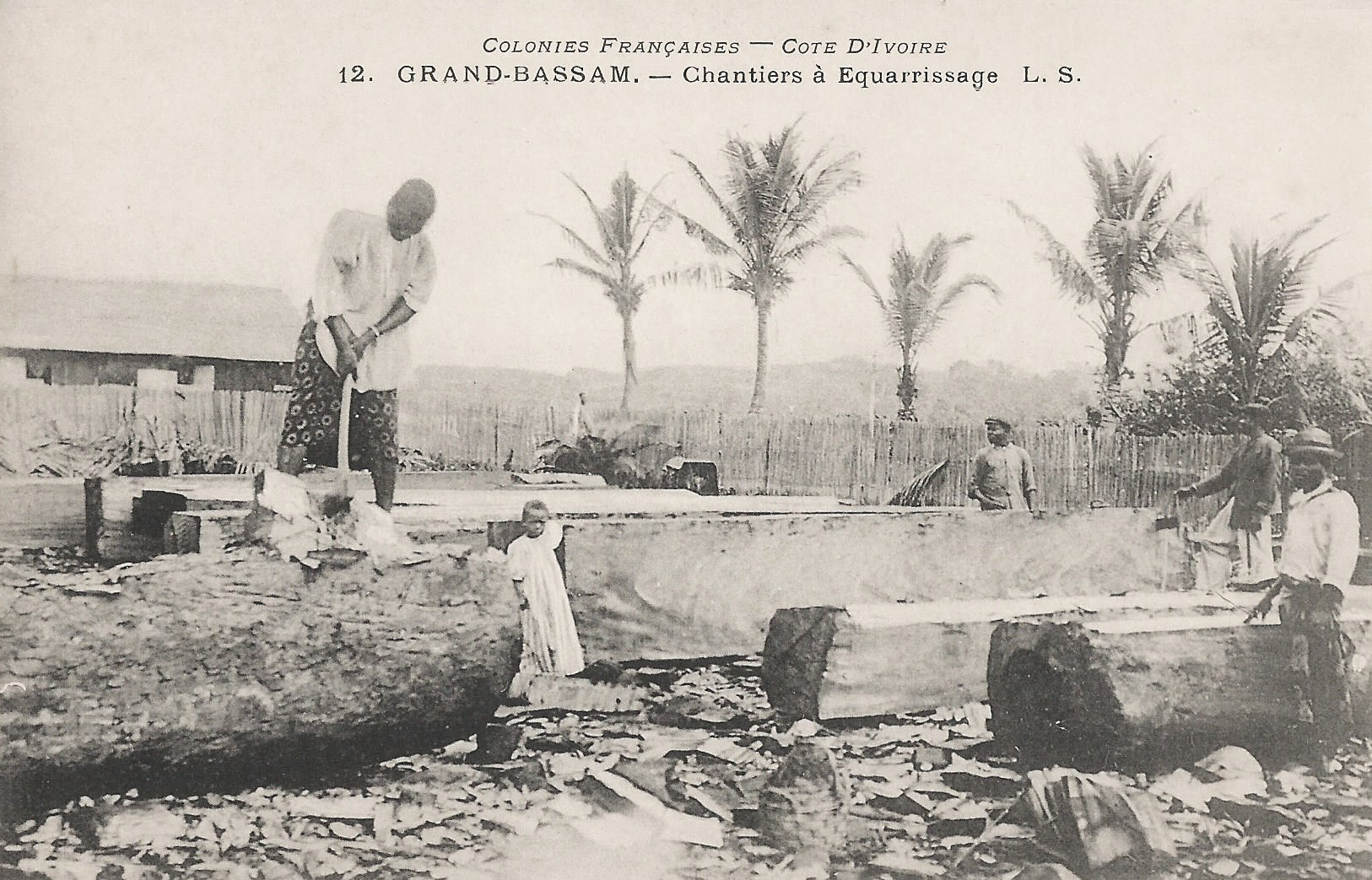
Grand-Bassam - Chantiers à équarrissage pendant la colonisation (acajou). Albert Bergeret vers 1915

### Commerce du bois carré
Les bois équarris étaient flottés mais pas de la même manière que le bois à brûler. Il était flotté en brelle.
Dans l'Outaouais (Québec), mais aussi au Nouveau-Brunswick première moitié du XIXe siècle, le bois équarri représente la plus grande partie des exportations vers la Grande-Bretagne. Le blocus continental de 1806 instauré par Napoléon Bonaparte, a obligé le Royaume-Uni, qui s'alimente habituellement sur la Baltique, à importer du bois en provenance du Canada. Les bois sont importés équarris. Le bois carré prend le nom de plançon, il est flotté sur les cours d'eau, assemblé par trois en « brelle », puis en « cage ». Les cages sont assemblées en trains de bois, acheminés jusqu'au Port de Québec.

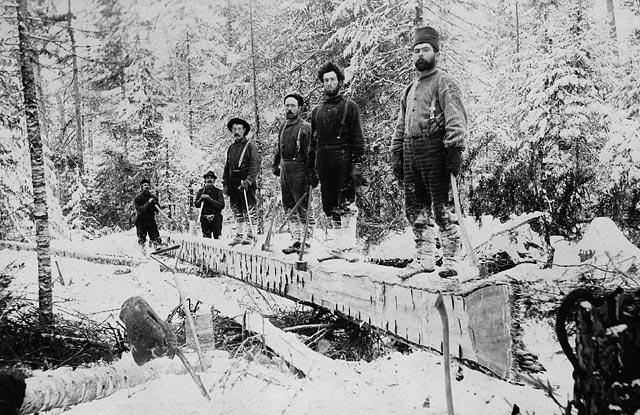
Booth lumber camp, Aylen Lake Ontario, 1895. Six hommes ou plus équarrissent un tronc là où il est tombé dans le bois.
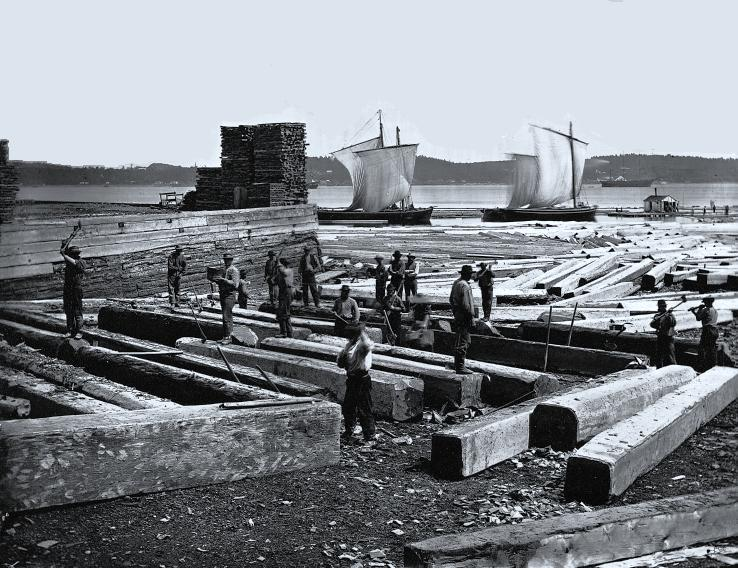
Photographie, Butting square timber, les extrémités des plançons sont taillées en pointe, ce qui les protège des rochers pendant le flottage. Québec, QC, 1872, William Notman (1826-1891), Plaque de verre au collodion humide, 20 x 25 cm
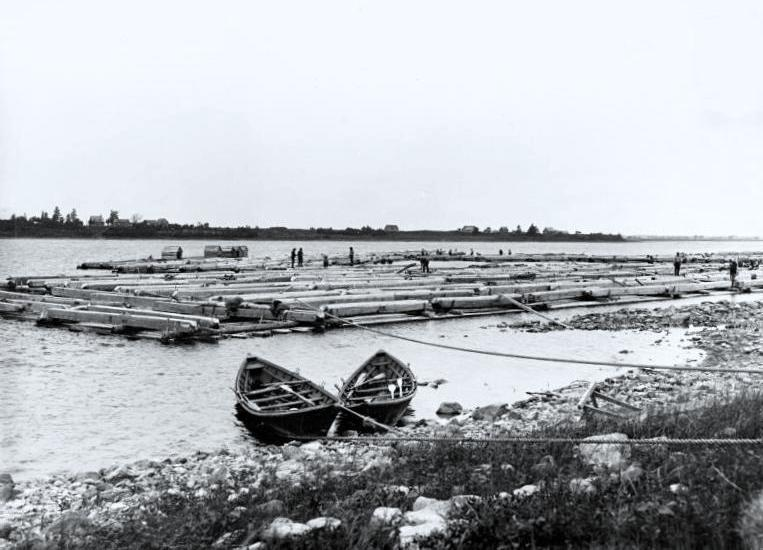
Train de bois, rivière des Outaouais, Ont.-QC, vers 1890, Wm. Notman & Son, Plaque sèche à la gélatine, 20 x 25 cm
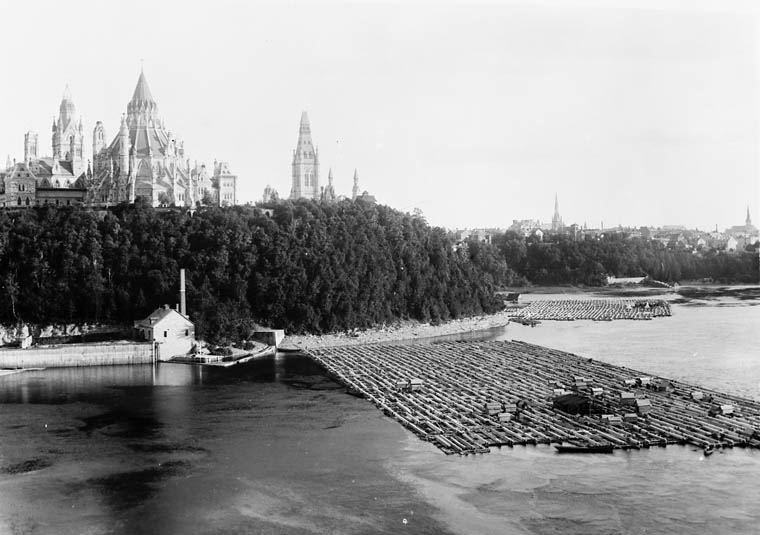
William James Topley. Train de bois photographié près de la colline du Parlement à Ottawa vers 1882.
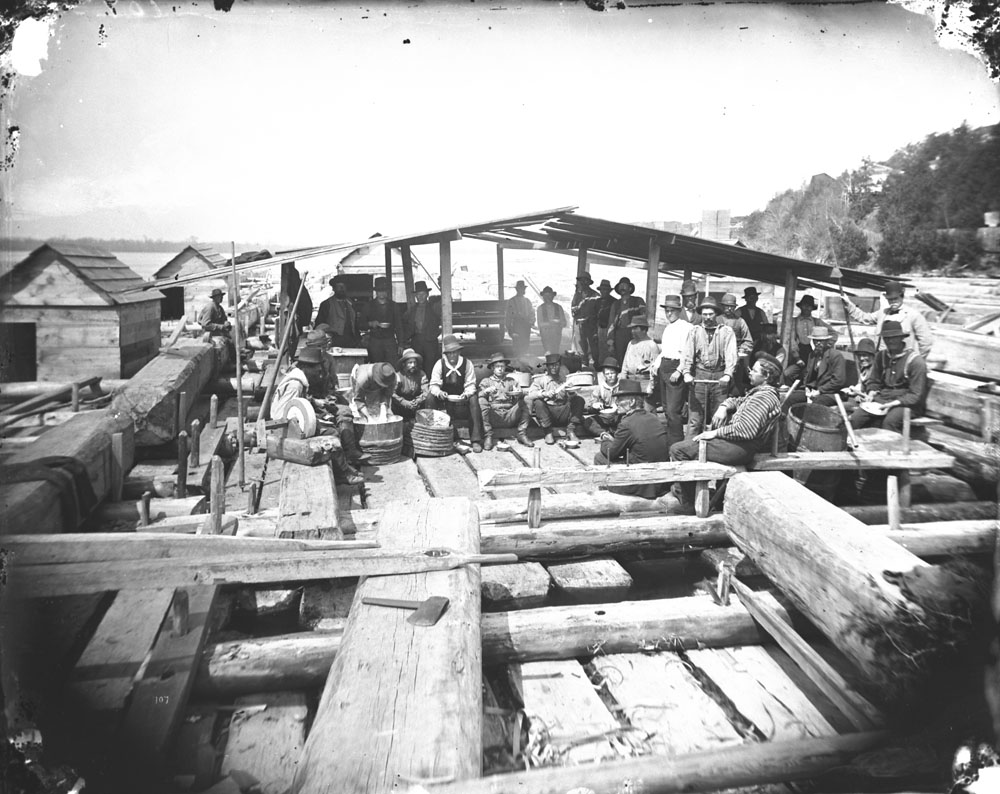
William James Topley. Cageurs sur un train de bois. Rivière des Outaouais vers 1880.

## Bois d’œuvre
L'équarrissage désigne le processus de conversion d'une bille de sa forme naturellement ronde, en bois carré, bois d’œuvre, poutre ou madrier équarri, utilisant principalement la hache ; méthode ancienne et traditionnelle d'équarrissement, avant l'avènement des scieries industrielles, aujourd'hui encore occasionnellement utilisée par quiconque possède des grumes, a besoin de poutres et ne peut ou ne veut rien débourser pour obtenir un bois fini. Ainsi par exemple dans le monde anglo-saxon, les homesteaders aux budgets modestes, peuvent couper et façonner leur propre bois plutôt que de l'acheter.

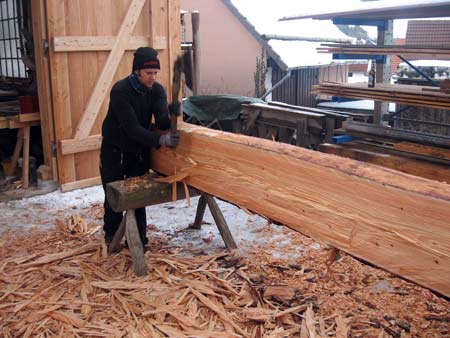
Équarrissage d'un madrier utilisant la doloire de charpentier.
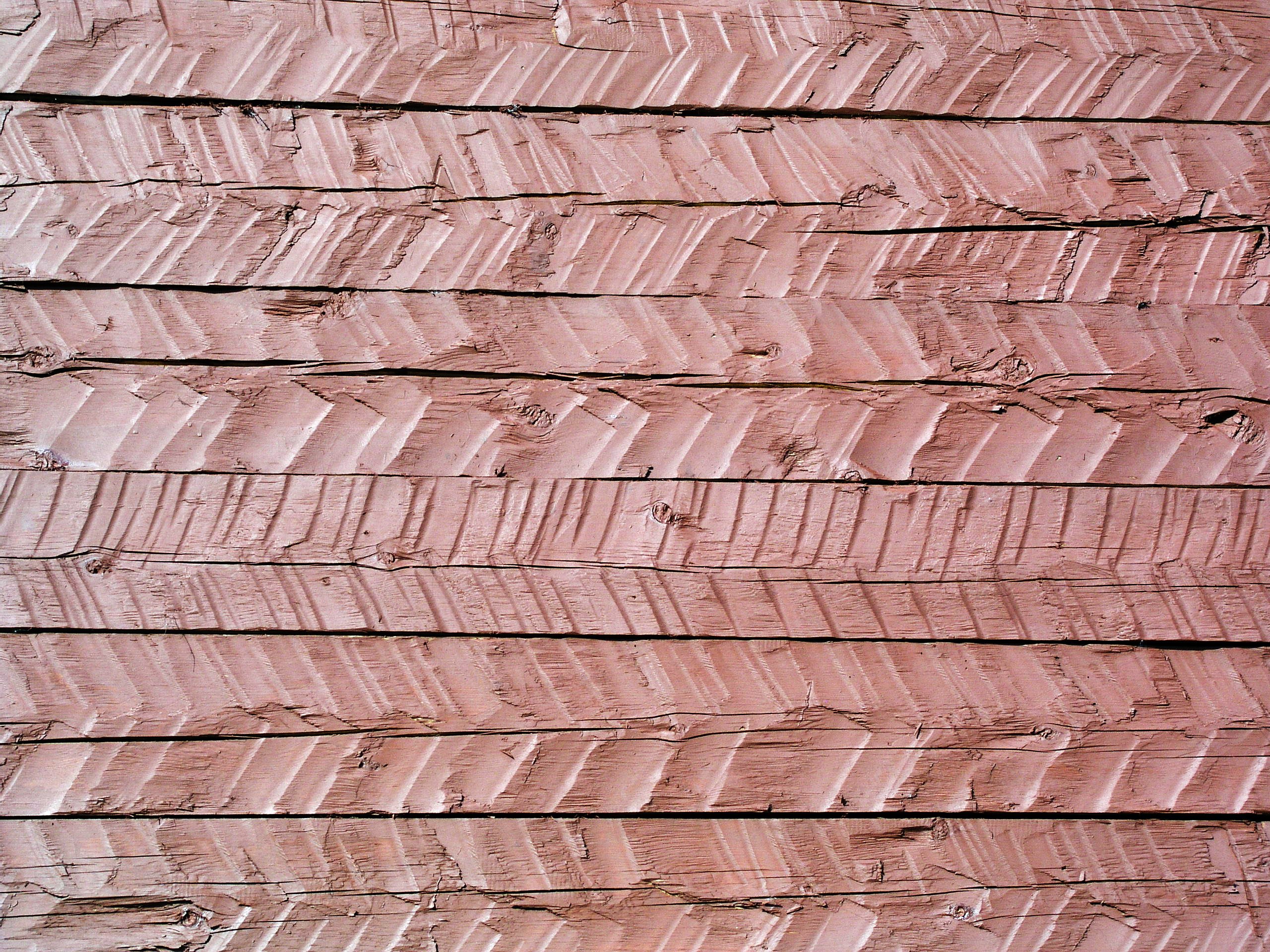
Reconstruction moderne de la chapelle de Stråsjö à Hälsingland, en Suède. Dans certains bâtiments scandinaves médiévaux, une méthode spéciale de façonnage des madriers produit un motif en arête-de-poisson (suédois : Slinthuggning, norvégien : Sprettejling).

La plupart des ouvrages de charpente ancien montre que l'équarrissage a enlevé l'écorce de l'arbre, ainsi qu'une plus ou moins grande part de l'aubier. Il en résulte que le dernier cerne daté par la dendrochronologie correspond rarement à l'année de la coupe des arbres.
Aux alentours du XVe siècle, l'équarrissage en forêt, était majoritairement destiné aux bois ne nécessitant pas de tracé d'épure, aux merrains et étaient commercialisés par des marchands dans les villes. Ces merrains correspondaient aux commandes préétablies - entraits, solives, colombes, chevrons, sommiers, entretoises, poinçon, etc. -  et étaient recalibrés sur chantier. Sur le chantier l'équarrissage se faisait à proximité de l'aire d'épure, établie au pied de l'édifice.

## Bois de marine

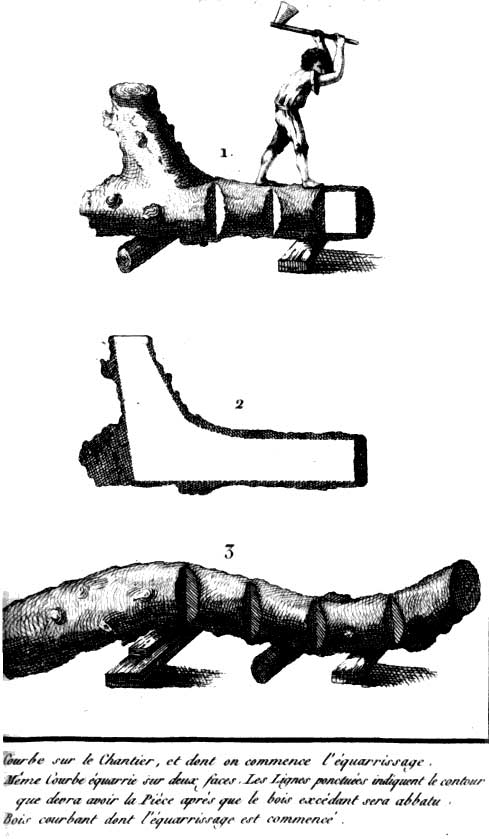
« Courbe sur le chantier et dont on commence l’équarrissage. Même courbe équarrie sur deux faces. Les lignes ponctuées indiquent le contour que devra avoir la pièce, après que les bois excédant sera abattu. Bois courbant dont l'équarrissage est commencé. » Dans Louis Joseph Marie Achille Goujon. Des bois propres aux constructions navales.

La disposition des fibres en courbes ou en hélice des bois tors, les rendait impropre à l'équarrissage comme bois de construction des bâtiments; c'est un défaut sans importance quand on utilise l'arbre entier, mais il devient grave lorsqu'on débite la pièce, puisque le fil du bois y est toujours tranché, la résistance du bois détruite au moins dans une certaine mesure. La courbure des bois est donc généralement vue un vice, cependant on l'atténuait en partie en redressant l'arbre sur l'un des côtés par un trait de scie, afin qu'étant posé il ne perde pas sa force.
Les bois tors étaient donc rarement employés pour la charpente des bâtiments si ce n'est dans la construction de dômes, des combles cintrés, des voûtes et des cintres. Les bois tors étaient essentiellement employés courbes comme bois de marine.
La présence d'un peu d'aubier sur les arêtes d'une pièce finie en bois tors à destination de la marine n'était pas considérée comme un défaut absolu; au contraire si l'aubier s'y trouvait réparti également sur toute la longueur et sous la forme de petits prismes de section constante, c'était la preuve qu'une allonge avait été construite avec une pièce brute de la dimension strictement nécessaire, et de plus que sa forme primitive avait été soigneusement conservée. Pour une pièce courbe parfaitement à vive arête et exempte d'aubier, il était à peu près certain au contraire qu'elle provenait d'une pièce d'un très fort échantillon dont la plus grande partie avait été enlevée en pure perte, et dans laquelle le fil du bois avait été profondément tranché pour forcer sa courbure naturelle. Aussi le constructeur soigneux devait-il toujours veiller à ce que les pièces de membrure ne soient pas travaillées à vive arête, et à ce qu'après l'enlèvement de l'aubier elles présentent sur les angles des défournis réguliers et de peu d'étendue.

## Équarrissage à la main

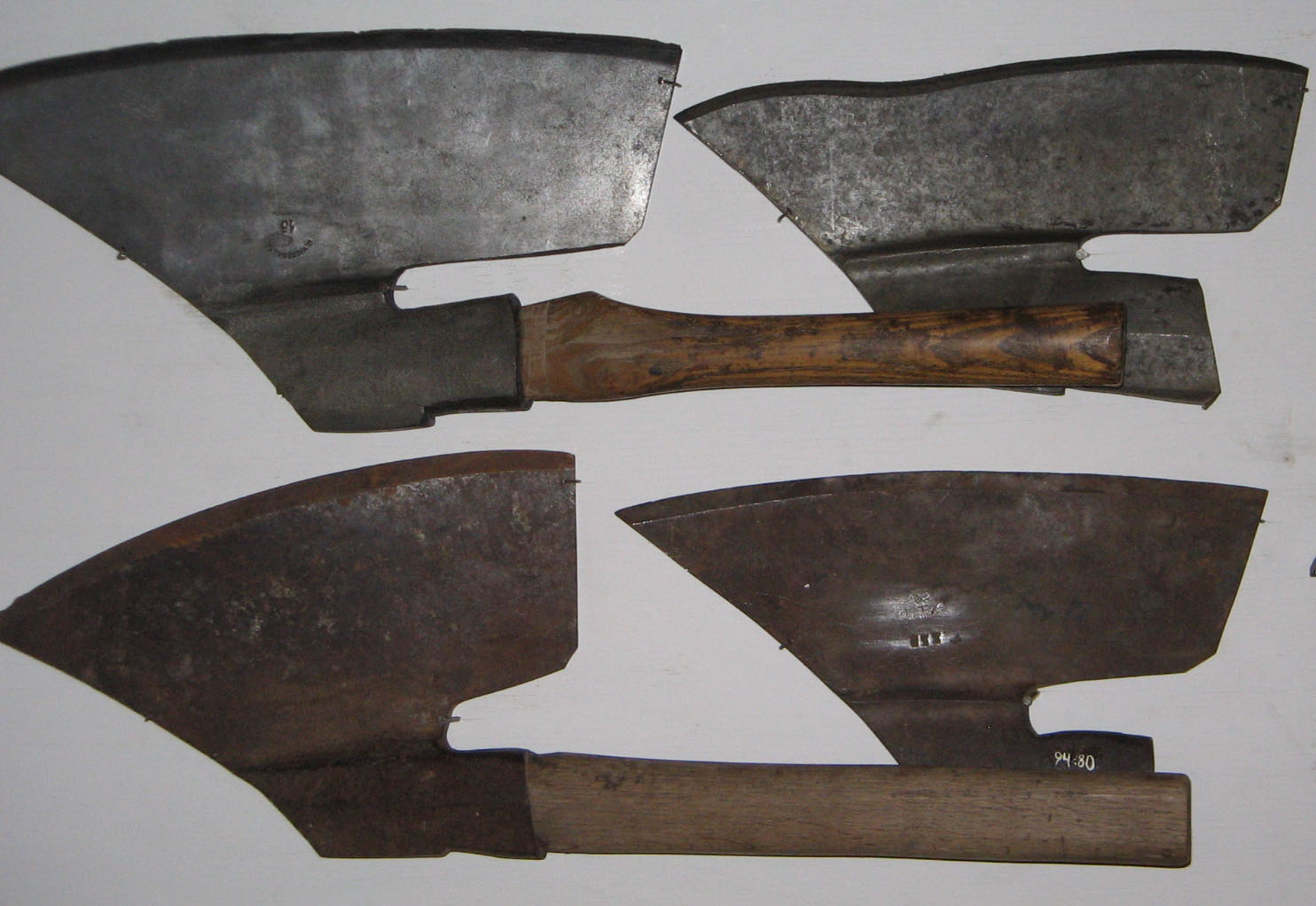
Doloires de charpentier.

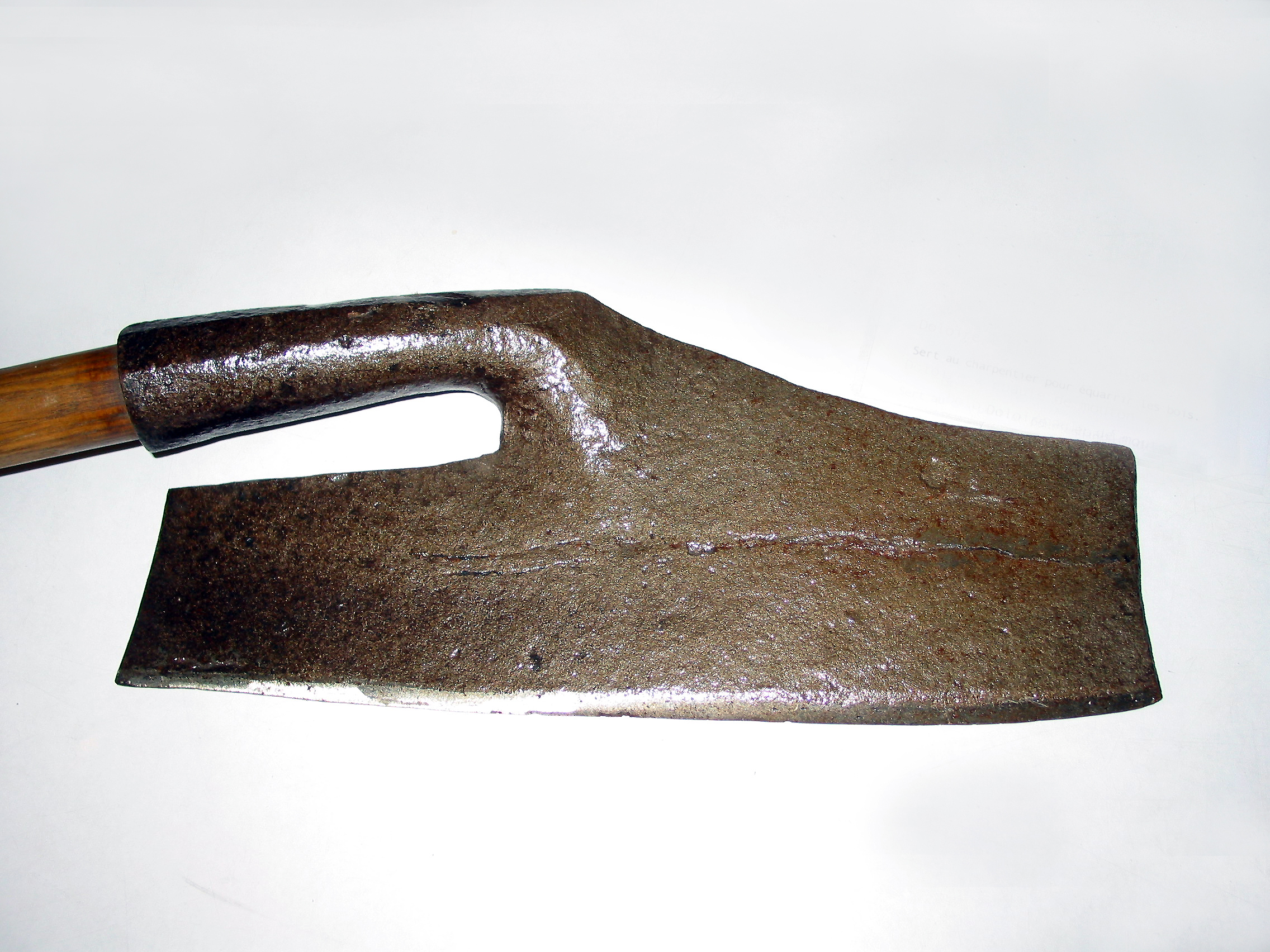
Doloire - épaule de mouton - Musée "Vie et travail de nos Aïeux" du château de Trazegnies.

Les outils employés par les hommes qui équarrissent les bois, sont au XIXe siècle: une grande hache ou cognée (coignée), une doloire de charpentier (ou épaule de mouton); une grande scie à deux poignées, appelée passe-partout; un cordeau de laine placé sur une espèce de bobine, et un plomb.
La pièce de bois étant placée sur des chantiers fixes, soit dans l'entaille avec des coins, soit sur le chantier avec les crochets, l'équarrisseur enlève, avec la hache, l'écorce du bois, à l'endroit où il doit tracer la direction de la face à dresser, si cette face doit être droite: il déroule son cordeau et le plonge dans une infusion de paille brûlée, s'il veut tracer sa ligne en noir, ou de sanguine s'il veut tracer sa ligne en rouge. Lorsque le cordeau est mouillé par l'une ou l'autre de ces infusions , deux ouvriers se placent aux deux extrémités de la pièce, posent le cordeau sur chaque bout, le raidissent en le plaçant sur la trace qu'ils veulent obtenir; un d'eux soulève le cordeau, le laisse tomber verticalement en frappant, l'infusion se détache du cordeau, se dépose sur le bois et y marque une ligne droite que les ouvriers doivent suivre dans leur équarrissage; ils tracent de la même manière une seconde ligne qui marque la largeur ou l'épaisseur de la pièce, et se disposent à l'exploiter. La pièce tracée, l'ouvrier monte dessus, et avec sa cognée fait des entailles à 60 ou 80 centimètres (20 ou 50 pouces) les uns des autres. Leur profondeur est déterminée par la position de la ligne que l'on ne doit jamais entamer.
Lorsque ces entailles sont faites dans toute la longueur de la pièce, on fait éclater les morceaux, séparés par les entailles, ensuite l'ouvrier descend, et il enlève avec sa cognée les parties de bois saillantes; en commençant ainsi la pièce, il doit avoir l'attention d'ébaucher les faces bien verticalement; un plomb suspendu à une ficelle, ou même une pierre à défaut de plomb, lui indique  si les faces sont verticales. Lorsque la pièce est ébauchée des deux côtés, l'ouvrier change d'outil; il prend la doloire ou épaule de mouton, il coupe le bois, le redresse, le polit. Un doleur adroit rend ses faces unies, planes, sans apparence de coups d'outils. Dans le travail de l'équarrissage, le fini, le redressement, le poli des bois à la doloire est le plus difficile ; il exige une grande habitude, une grande adresse et une grande sûreté; c'est pourquoi, lorsque plusieurs ouvriers se réunissent pour équarrir du bois, ils choisissent toujours le plus adroit d'entre eux pour doler et finir les pièces.
L'équarrissage à la main par rapport à l'équarrissage à la machine a montré récemment qu'il pouvait optimiser certaines propriété du bois.

## Équarrissage à la machine
La machine permettant de réaliser l'équarrissement des grumes s’appelle équarrisseuse. On utilise souvent deux machines pour obtenir un équarri quatre-faces, la bille passe d'abord dans une première scie à rubans jumelés ou dans une équarrisseuse-déchiqueteuse où on lui enlèvera deux côtés opposés puis, après retournement, dans une seconde machine où on enlèvera les deux autres côtés. Ces deux opérations sont quelquefois effectuées par une seule machine qui comporte des porte-outils en paires, à l'horizontale comme à la verticale. L'équarrisseuse-déchiqueteuse (scie de tête dédosseuse-coupeuse, en anglais, canter, chipper canter), est un type particulier d'équarrisseuse, équipée de 2, 3 ou 4 porte-outils, convertissant les grumes directement en plateaux ou en équarris, sans produire de sciure, les déchets étant directement transformé en copeaux d'usine à papier.